# Brigitte Liso
Brigitte Liso, née le 29 juillet 1959 à Lille, est une cheffe d'entreprise et femme politique française, membre de La République en marche. Elle est députée de la quatrième circonscription du Nord depuis 2017.

## Biographie

### Jeunesse et formation
Brigitte Liso est née à Lille dans une famille italienne arrivée dans les années 1930 en France.

### Carrière professionnelle
Elle effectue sa carrière dans le privé en tant que chargée de relations publiques et commerciales au sein de grands groupes tels que Pernod Ricard, Hachette Livre, puis en tant que visiteuse médicale au sein du groupe GlaxoSmithKline. 
En 2010, avec deux associés, elle fonde un restaurant de cuisine française moderne puis, en 2015, elle fonde une boutique de pâtisseries spécialisée dans les éclairs située dans le Vieux-Lille.

### Parcours politique
Elle rejoint le mouvement En Marche en 2017.
Originaire des Hauts-de-France et Lilloise, elle se présente aux élections législatives de 2017 dans la quatrième circonscription du Nord avec l'investiture de La République en marche. 
Le 18 juin 2017, au deuxième tour, elle est élue députée du Nord avec 58,75 %, devançant Jacques Houssin,. Elle succède ainsi à Marc-Philippe Daubresse.
Lors des élections régionales 2021, elle soutient la liste LaREM menée par Laurent Pietraszewski.

### Députée et fonctions parlementaires
Le 8 octobre 2017, elle s'attire les critiques de l'opposition en étant incapable de répondre aux questions de Pascale Pascariello et Valérie Borst dans l'émission Les Pieds sur terre sur France Culture.
En juillet 2019, à l'occasion de la remise en jeu des postes au sein de la majorité, elle se porte candidate à la questure de l'Assemblée.
Candidate à un second mandat, elle est réélue au second tour le 19 juin 2022 en obtenant 56,06 % des voix face à Octave Delepierre, candidat écologiste de la Nouvelle Union populaire écologique et sociale (NUPES).

### Engagement associatif
Brigitte Liso est présidente de l'association La java à Raoul, créée en 2015, qui préserve l’image populaire de Raoul de Godewarsvelde, chanteur et de la bande de joyeux amuseurs publics, les Capenoules.